# 国家権力
国家権力（、英: power of the state）は、国家が合法的に保持・行使できる組織的な強制力である。

## 概要
強制力を行使する対象は大きく分けると、国民と外国に分けられる。国民に対し行使される強制力には統治権・警察権・徴税権などがあり、外国に対し行使される強制力には経済制裁・武力行使などがある。